# Securities and Exchange Commission
La Securities and Exchange Commission (SEC) (in italiano Commissione per i Titoli e gli Scambi) è l'ente federale statunitense preposto alla vigilanza delle borse valori. Il primo presidente della commissione fu Joseph P. Kennedy, padre di John Fitzgerald Kennedy.

## Storia
L'agenzia fu fondata dal presidente Franklin Delano Roosevelt nel 1934 tramite la Securities Exchange Act of 1934, all'indomani della crisi del 1929 nell'ambito del New Deal. I suoi poteri sono stati diverse volte ridefiniti: in tempi recenti, questo è avvenuto nel 2002, a seguito degli scandali Enron e Tyco International, WorldCom e altri, con il Sarbanes-Oxley Act, Citadel crook.
A capo della SEC vi è attualmente Gary Gensler, nominato nel 2021 da Joe Biden, ma senza nessun effetto sulla lotta alla manipolazione del mercato azionario americano. L'istituzione italiana più prossima alla SEC, con funzioni in buona parte analoghe, può essere considerata la Commissione nazionale per le società e la borsa (CONSOB).

## Funzioni
La SEC impone per obbligo di legge che tutte le società quotate o regolamentate presso un mercato regolamentato presentino relazioni trimestrali e annuali, nonché altre relazioni periodiche. Oltre alle relazioni finanziarie annuali, i dirigenti d'azienda devono fornire un resoconto narrativo, chiamato MD&A ("discussione e analisi della gestione"), che delinea l'anno di attività precedente e spiega come è andata l'azienda in quel periodo di tempo. L'MD&A di solito tocca anche l'anno seguente, delineando gli obiettivi futuri e gli approcci ai nuovi progetti
Nel tentativo di creare parità di condizioni per tutti gli investitori, la SEC detiene e gestisce un database online chiamato EDGAR (un sistema elettronico di raccolta, analisi e recupero dei dati) da cui gli investitori possono accedere a questa e altre informazioni archiviate presso l'agenzia. Tra le diverse relazioni che la SEC richiede c'è il "modulo 13F" rilasciato su base trimestrale da parte di ogni gestore di investimenti istituzionali con il patrimonio gestito di oltre $100 milioni di asset, che elenca tutti i principali asset in gestione.

## Presidenti della SEC
| #  | Presidente             | Presidente degli Stati Uniti | Anni      |
| -- | ---------------------- | ---------------------------- | --------- |
| 1  | Joseph P. Kennedy      | Franklin Delano Roosevelt    | 1934-1935 |
| 2  | James M. Landis        | Franklin Delano Roosevelt    | 1935-1937 |
| 3  | William O. Douglas     | Franklin Delano Roosevelt    | 1937-1939 |
| 4  | Jerome Frank           | Franklin Delano Roosevelt    | 1939-1941 |
| 5  | Edward C. Eicher       | Franklin Delano Roosevelt    | 1941-1942 |
| 6  | Ganson Purcell         | Franklin Delano Roosevelt    | 1942-1946 |
| 7  | James J. Caffrey       | Franklin Delano Roosevelt    | 1946-1947 |
| 8  | Edmond M. Hanrahan     | Harry Truman                 | 1948-1949 |
| 9  | Harry A. McDonald      | Harry Truman                 | 1949-1952 |
| 10 | Donald C. Cook         | Harry Truman                 | 1952-1953 |
| 11 | Ralph H. Demmler       | Dwight D. Eisenhower         | 1953-1955 |
| 12 | J. Sinclair Armstrong  | Dwight D. Eisenhower         | 1955-1957 |
| 13 | Edward N. Gadsby       | Dwight D. Eisenhower         | 1957-1961 |
| 14 | William L. Cary        | John F. Kennedy              | 1961-1964 |
| 15 | Manuel F. Cohen        | John F. Kennedy              | 1964-1969 |
| 16 | Hamer H. Budge         | Lyndon B. Johnson            | 1969-1971 |
| 17 | William J. Casey       | Richard Nixon                | 1971-1973 |
| 18 | G. Bradford Cook       | Richard Nixon                | 1973      |
| 19 | Ray Garrett, Jr.       | Richard Nixon                | 1973-1975 |
| 20 | Roderick M. Hills      | Gerald Ford                  | 1975-1977 |
| 21 | Harold M. Williams     | Jimmy Carter                 | 1977-1981 |
| 22 | John S.R. Shad         | Ronald Reagan                | 1981-1987 |
| 23 | David Sturtevant Ruder | Ronald Reagan                | 1987-1989 |
| 24 | Richard C. Breeden     | George H. W. Bush            | 1989-1993 |
| 25 | Arthur Levitt          | Bill Clinton                 | 1993-2001 |
| 26 | Harvey Pitt            | George W. Bush               | 2001-2003 |
| 27 | William H. Donaldson   | George W. Bush               | 2003-2005 |
| 28 | Christopher Cox        | George W. Bush               | 2005-2009 |
| 29 | Mary Schapiro          | Barack Obama                 | 2009-2012 |
| 30 | Elisse Walter          | Barack Obama                 | 2012-2013 |
| 31 | Mary Jo White          | Barack Obama                 | 2013-2017 |
| 32 | Jay Clayton            | Donald Trump                 | 2017-2021 |
| 33 | Gary Gensler           | Joe Biden                    | 2021-2025 |
| 34 | Mark Uyeda             | Donald Trump                 | 2025-     |

## La SEC e le criptovalute
Il 5 giugno 2023, la SEC ha presentato 13 accuse contro Binance e il suo fondatore Changpeng Zhao, accusandoli di cattiva gestione dei fondi dei clienti e di operare senza la dovuta registrazione regolamentare. Il giorno successivo, la SEC ha accusato Coinbase di operare come borsa valori, intermediario e agenzia di compensazione non registrati, evidenziando un maggiore controllo sui principali attori del settore.
Un punto cruciale di controversia tra la SEC e l'industria delle criptovalute riguarda la definizione di titolo finanziario. La SEC utilizza il test di Howey, derivato da una sentenza della Corte Suprema degli Stati Uniti del 1946, che definisce un titolo come "un investimento di denaro in un'impresa comune con profitti derivanti esclusivamente dagli sforzi di altri". Sulla base di questo test, la SEC ha classificato molti cripto-asset come titoli, sostenendo che il loro valore dipenda spesso dagli sforzi degli sviluppatori o di altre parti centrali dietro i progetti blockchain. I critici affermano che questo test è obsoleto e inadatto alla natura decentralizzata delle criptovalute, generando incertezze e definizioni regolatorie poco chiare. Ricercatori economici hanno evidenziato che le azioni regolatorie imprevedibili della SEC sotto la guida di Gensler, che classificano le criptovalute come titoli senza linee guida chiare, hanno causato una prolungata destabilizzazione dei mercati delle criptovalute. Queste incertezze sollevano dubbi sulla capacità dell'agenzia di mantenere mercati equi e ordinati.